# 佐藤光宏
佐藤 光宏（さとう みつひろ、1956年11月25日 - ）は、日本の政治家。元岐阜県加茂郡川辺町長（6期）。

## 来歴
1999年9月から2001年3月迄、川辺町会議員を務める。
2001年4月22日投票の川辺町長選挙では前職の辻武史との一騎打ちを制し初当選。
2005年4月の川辺町長選挙、2009年4月の川辺町長選挙、2013年4月の川辺町長選挙では佐藤光宏以外の立候補者は無く、無投票で再選されている。
2017年4月23日の川辺町長選挙では新人の岡本博次との一騎打ちを制し再選。
※当日有権者数：8,578人 最終投票率：62.11%（前回比：pts）
| 候補者名 | 年齢 | 所属党派 | 新旧別 | 得票数  | 得票率 | 推薦・支持 |
| -------- | ---- | -------- | ------ | ------- | ------ | ---------- |
| 佐藤光宏 | 60   | 無所属   | 現     | 2,753票 | 52.21% |            |
| 岡本博次 | 67   | 無所属   | 新     | 2,520票 | 47.79% |            |

2021年4月25日の川辺町長選挙では新人の岡本博次、新人で元川辺町会議員の桜井真茂、新人で川辺町会議員の矢田宗雄を破り再選。
※当日有権者数：8,293人 最終投票率：67.85%（前回比：5.74pts）
| 候補者名 | 年齢 | 所属党派 | 新旧別 | 得票数  | 得票率 | 推薦・支持 |
| -------- | ---- | -------- | ------ | ------- | ------ | ---------- |
| 佐藤光宏 | 64   | 無所属   | 現     | 2,148票 | 38.53% |            |
| 岡本博次 | 71   | 無所属   | 新     | 1,866票 | 33.47% |            |
| 桜井真茂 | 56   | 無所属   | 新     | 1,126票 | 20.20% |            |
| 矢田宗雄 | 70   | 無所属   | 新     | 435票   | 7.80%  |            |

2025年4月27日の川辺町長選挙では、元川辺町職員の木下宙に敗れて落選した。